# 6804 Maruseppu
A 6804 Maruseppu (ideiglenes jelöléssel 1995 WV) a Naprendszer kisbolygóövében található aszteroida. Akimasa Nakamura fedezte fel 1995. november 16-án.